# Lettre ouverte à Jane Austen
Pour plus de détails, voir Fiche technique et Distribution.
Lettre ouverte à Jane Austen (ou Le Club Jane Austen au Québec ; The Jane Austen Book Club en version originale) est un film de Robin Swicord sorti en 2007. C’est l’adaptation du roman éponyme de Karen Joy Fowler.

## Synopsis
Bernadette, une quinquagénaire six fois divorcée, a l’idée de fonder un club de lecture quand elle rencontre Prudie, une jeune enseignante de français mariée et très élégante, lors d’un festival de cinéma sur Jane Austen. Le concept est que chacun des six membres accueille le groupe à tour de rôle une fois par mois, pour discuter entre eux des six romans d’Austen. Les autres membres du club sont Sylvia, une femme au foyer quadragénaire récemment séparée de son mari Daniel, avocat et coureur, après plus de vingt ans de mariage ; sa fille lesbienne de 20 ans Allegra ; Jocelyn, une célibataire heureuse de l’être, obsédée par la maîtrise de soi et éleveuse de chiens de Rhodésie, qui est amie avec Sylvia depuis l’enfance ; et Grigg, un fan de science-fiction que Jocelyn a invité à les rejoindre dans l’espoir que Sylvia et lui formeront un couple assorti.

## Fiche technique
- Titre : Lettre ouverte à Jane Austen
- Titre québécois : Le Club Jane Austen
- Titre original : The Jane Austen Book Club
- Réalisation : Robin Swicord
- Scénario : Robin Swicord d’après le roman de Karen Joy Fowler
- Photographie : John Toon
- Montage : Maryann Brandon
- Musique : Aaron Zigman
- Producteurs : John Calley, Julie Lynn et Diana Napper
- Production : Mockingbird Pictures
- Distribution : Sony Pictures Classics
- Pays :  États-Unis
- Durée : 106 minutes
- Sortie :  21 septembre 2007 •  24 septembre 2008 (DVD)

## Distribution
- Kathy Baker (VF : Christine Delaroche) : Bernadette, lectrice d'Orgueil et Préjugés
- Maria Bello (VF : Virginie Ledieu) : Jocelyn, lectrice d'Emma
- Marc Blucas (VF : Bruno Raina) : Dean Drummond
- Emily Blunt (VF : Alexandra Garijo) : Prudie Drummond, lectrice de Persuasion
- Amy Brenneman (VF : Véronique Augereau) : Sylvia Avila, lectrice de Mansfield Park
- Hugh Dancy (VF : Anatole de Bodinat) : Grigg Harris, lecteur de Northanger Abbey
- Maggie Grace (VF : Edwige Lemoine) : Allegra Avila, lectrice de Raison et Sentiments
- Jimmy Smits (VF : Emmanuel Jacomy) : Daniel Avila
- Kevin Zegers (VF : Sébastien Desjours) : Trey
- Lynn Redgrave : Mama Sky
- Nancy Travis : Cat Harris
- Parisa Fitz-Henley (VF : Annie Milon) : Corinne
- Gwendoline Yeo : le docteur Samantha Yep
- Ed Brigadier : le pasteur

## Bande originale
- New Shoes par Paolo Nutini
- You’re All I Have par Snow Patrol
- Save Me par Aimee Mann
- So Sorry par Feist
- Getting Some Fun Out of Life par Madeleine Peyroux